# Rafik Schami
Rafik Schami (arabsko ‏رفيق شامي‎, DMG Rafīq Šāmī, pravo ime  سهيل فاضل‎, DMG Suheil Fadel), sirsko-nemški pisatelj, * 23. junij 1946, Damask, Sirija.
Psevdonim »Rafik Schami« pomeni damaščanski prijatelj ali »tisti, ki prihaja iz Damaska«.

## Življenje in delo
Izhaja iz krščansko-aramejske manjšine v Damasku. Obiskoval je jezuitski internat v Libanonu ter študiral kemijo, matematiko in fiziko v Damasku. Že pri devetnajstih se je popolnoma predal literaturi ter leta 1966 v starem mestnem jedru Damaska ustanovil in vodil stenski časopis Al-Muntalek (Izhodiščna točka), ki so ga 1969 prepovedali.
Leta 1970 je iz Sirije pobegnil v Libanon, da se je izognil služenju vojaškega roka, ter zaradi cenzure, zaradi katere mu je po lastnih besedah grozila zadušitev.  Leta 1971 je emigriral v Zvezno republiko Nemčijo. Študij kemije je nadaljeval v Heidelbergu in ga leta 1979 zaključil z doktorskim nazivom. Ob študiju je opravljal različna pomočniška dela v tovarnah, blagovnicah, restavracijah in na gradbiščih. Poleg tega je objavil številna besedila v časopisih in antologijah, najprej v arabščini, od 1977 pa tudi v nemščini. 1978 je izšla njegova prva knjiga v nemščini z naslovom Druge pravljice (Andere Märchen). Leta 1980 je bil soustanovitelj književne skupine „ Južni veter “ (Südwind)  ter Polinacionalnega književnega in umetnostnega društva (PoLiKunst-Verein). Od 1982 živi kot svobodni pisatelj na Pfalškem. Med letoma 1980 in 1985 je bil soizdajatelj in avtor zbirk „Južni veter-nemščina zdomskih delavcev" (Südwind-Gastarbeiterdeutsch) in „Južni veter-književnost" (Südwind-Literatur), sestavljenih iz skupno 13 delov. 
Rafik Schami spada med najuspešnejše in najbolj priljubljene nemške sodobne pisatelje. Za svoje delo je prejel številna priznanja in nagrade. Njegov uspeh ne nazadnje temelji na številnih literarnih večerih, na katerih se pokaže njegov talent za fabuliranje. Prodaja milijontega izvoda Schamijevih žepnih knjig pri založbi dtv v januarju 2005 priča o njegovi stalni priljubljenosti pri nemških bralcih.
Že veliko let se angažira za spravo med Palestinci in Izraelci in poskuša ob veliko priložnostih o tem tudi govoriti, kot na primer na kongresih, v svojem obsežnem esejističnem delu, in ne nazadnje kot izdajatelj dela Strah v lastni državi (Angst im eigenen Land, 2001), v katerem tako Arabci kot Izraelci pridejo do besede in zavzamejo stališče do izraelsko-palestinskega konflikta. Na Frankfurtskem knjižnem sejmu 2004 so ga državi zvesti arabski avtorji ostro kritizirali. Povod za to so bile Schamijeve izjave v intervjuju za Stern o situaciji avtorjev v arabskih državah.
Rafik Schami ima sirsko in nemško državljanstvo. Leta 1990 je spoznal risarko in avtorico Root Leeb, s katero je od 1991 poročen ter ima sina. Root Leeb je ilustrirala veliko njegovih knjig, oblikovala je naslovne strani vseh njegovih knjig, ki so izšle pri založbi dtv, in jim s tem ustvarila edinstveno podobo. 
Leta 2010 so mu dodelili profesuro bratov Grimm Univerze v Kasslu. Dosedanji imetniki so bili med drugimi Nobelova nagrajenka za književnost Herta Müller, Christoph Hein in Klaus Harpprecht.

## Literarni pomen
Glavne teme Schamijevih del so življenje priseljencev v Nemčiji, prikaz arabskega sveta takrat, danes in v utopiji, politiki in družbi, ter pripovedovanje. Schami velja za nadarjenega pripovedovalca. Svoje zgodbe v skladu s pripovedno tradicijo svojega domačega mesta Damaska občinstvu najraje predstavi ustno. Bistvena značilnost njegovega stila je bližina do ustne tradicije arabskega pripovedovanja zgodb, govorimo lahko celo o integraciji arabske in nemške tradicije pripovedovanja. Večina njegovih knjig so zbirke zgodb, pri čem imajo pripovedi namerno podobnost z arabsko zbirko Tisoč in ena noč. Že kot otrok je na ulicah Damaska prijateljem pripovedoval zgodbe. Danes njegovi javni nastopi niso le javna branja, temveč so ponovne pripovedi njegovih del.
V prvi fazi pisanja v nemščini se je Schami posvečal arabskemu pravljičnemu svetu, kakor tudi življenju tujcev v Nemčiji. S tem po eni strani njegove knjige ponujajo fascinanten vpogled v včasih zelo tuj orientalski življenjski in miselni svet, po drugi strani pa prikazujejo pozoren pogled tujca na svojevrstnost Nemčije, ki mu je postala druga domovina. Pri tem je Schamijev cilj nemškim bralcem približati raznolikost arabskega sveta in s tem prispevati k posredovanju med orientom in okcidentom. Pri tem je iniciator t. i. migrantske književnosti. Vsekakor pa mu je relativno hitro uspelo prebiti meje te zvrsti in najti svoj stil. Lahko opazimo, da je na začetku literarnega ustvarjanja pri izbiri vrste dogajanja strogo ločeno med orientom, obdelavo otroških in mladostniških izkušenj, in okcidentom, prikazom življenja tujca v drugi deželi. Šele z romanom Potovanje med nočjo in jutrom (Reise zwischen Nacht und Morgen, 1995) opusti to ločitev in začne tematizirati ‚sem ter tja’ med svetovi (Hrepenenje lastovke, 2000). V številnih esejih in literarnih besedilih se postavi v vlogo posredovalca med orientom in okcidentom. Vrhunec te vloge je poetična razprava z Goethejem v delu Skrivno poročilo o pesniku Goetheju, ki je opravil preizkušnjo na arabskem otoku (Der geheime Bericht über den Dichter Goethe, der eine Prüfung auf einer arabischen Insel bestand, 1992), prvo Schamijevo besedilo prevedeno v arabščino. Tako njegova literatura odseva proces postopnega postajanja domačin v novi deželi.
Schamijeva literatura je za bralce vseh starosti. Njegova izdana dela so različnih zvrsti, od slikanic, npr. Kako sem očiju vzel strah pred tujci (Wie ich Papa die Angst vor Fremden nahm, 2003), knjig za otroke, npr. Luki - pustolovščine majhnega ptička (Luk - die Abenteuer eines kleinen Vogels, 1993), do družbenokritičnega romana za mladostnike in odrasle bralce, npr. Iskren lažnivec (Der ehrliche Lügner, 1992) in Milad (1997) , političnega eseja in politične izdaje knjige kot je S tujimi očmi (Mit fremden Augen, 2002). Od pravljic, npr. Pravljice in pravljično iz moje vasi (Märchen und Märchenhaftes aus meinem Dorf, 1987), do satir, npr. zbirka Molzec muh (Der Fliegenmelker, 1985), od avtobiografskega mladinskega romana Dlan polna Zvezd (1987), do avtobiografsko zaznamovanega satiričnega romana za odrasle Sedem dvojnikov (Sieben Doppelgänger, 1999). Rafik Schami je za nemško literarno pokrajino ustvaril novo obliko orientalsko-okcidentalnega pisanja – dosedanji vrhunec njegovega ustvarjanja je roman Mračna plat ljubezni (2004), ki je pritegnil pozornost literarnih kritikov in od njih prejel veliko pohval. Ta roman je predvsem razprava o zgodovini Sirije, od 1870 do Schamijeve izselitve leta 1970, ki je tudi avtobiografsko obarvana.
V zbirki esejev Damask v srcu in Nemčija v očeh (Damaskus im Herzen und Deutschland im Blick), izdani leta 2006, ustvari temačno podobo arabskega sveta. „Korenine bolne družbe“ vidi v diktatorskem zatiranju Arabcev v različnih pogledih, ki naj bi se začela z vladavino Muʿāwiya I. in se nadaljuje do danes. V zvezi s tem se odločno upira poveličevanju Saladina, ki ga označuje kot „neusmiljenega fanatika“, ki je dal kritike brez predsodkov usmrtiti. Zaradi stoletij nadzorovanja in kontrole in strahu, kot rezultat tega, je arabsko ljudstvo postalo „ohromljeno in shizofreno“. Javno se priklanja diktaturi, navznoter se posmehuje režimom in se počuti v premoči, ne da bi opazilo, da se je okovov zatiranja že privadilo. Po drugi strani pa oblastniki „uspešnejše objave o gospodarskih katastrofah“ brezobzirno spreminjajo ter se pod pretvezo političnih ideologij ukvarjajo s „klanovskim in mafijskim gospodarstvom ter nepotizmom“. „Medsebojna laž“ je „poleg arabskega jezika ena temeljnih skupnih lastnosti arabskih držav“. Arabski otroci so s to lažjo odraščali. Navzven velja molčati, navznoter pa veljajo brezpogojna zvestoba družini in rodu. To je vodilo do „samocenzure“, zato je vsaka kritika veljala kot nevarna „kritika lastne države“. S tem je tudi odgovorjeno na „napake pripadnikov z molkom“. Izvor zatiranja žensk je po Schamijevem mnenju v užaljeni časti arabskih mož, ki se ne upajo javno upreti in se zato v družinah vedejo še bolj avtoritarno. Kritizira tudi manjkajočo svobodo tiska v arabskemu svetu. Kjer je „svoboda besede poteptana“ , ne morejo„dobiti osnovnih novic preko lastnega radia ali časopisa“. 
V knjigi Skrivnost kaligrafa (Das Geheimnis des Kalligraphen, 2008) govori ornamentalno o umetnosti in zakonskem življenju v Damasku: Zgodba se odvija v Damasku v 1950-ih letih in je sestavljena iz dveh velikih pripovedi: skrita, skrivna ljubezenska zgodba in zgodba kaligrafa, ki je hkrati zgodba reformacije arabske pisave in središče politične zarote.    

## Nagrade
- 1985 nagrada Adelberta von Chamissa (za celoten opus)
- 1986 nagrada Thaddäusa Trolla (za Molzec muh)
- 1987 Modra očalarka (Die blaue Brillenschlange, Švica, za Dlan polna zvezd)
- 1987 Častna lista državne nagrade (Avstrija, za celoten opus)
- 1987 Nagrada knjižnih moljev (Preis der Leseratten, ZDF, za Dlan polna zvezd)
- 1987 La vache qui lit (Švica, za Dlan polna zvezd)
- 1989 nagrada Smelik Kiggen (Nizozemska, za celoten opus)
- 1990 knjižna nagrada Lovec na podgane (Rattenfänger, za Pripovedovalci noči)
- 1991 nagrada Mildred L. Batchelder (ZDA, za Dlan polna zvezd)
- 1993 nagrada Adelberta von Chamissa
- 1994 nagrada Hermanna Hesseja (za Iskren lažnivec)
- 1997 nagrada Hansa Ericha Nossacka (za celoten opus)
- 2003 knjižna nagrada mesta Weilheim
- 2003 nagrada za umetnost Porenje-Pfalško
- 2007 nagrada Nelly Sachs
- 2009 Nagrada za knjigo leta (Book of the Year Awards, srebro za Mračna plat ljubezni)
- 2010 IPPY (zlata medalja za Mračna plat ljubezni)
- 2011 nagrada Georga K. Glaserja (za Brazgotina neba)